# 森衆利
森 衆利（もり あつとし）は、江戸時代中期の大名。美作津山藩5代藩主。播磨赤穂藩森家5代。

## 生涯
2代藩主森長継の十二男（第24子）。貞享3年（1686年）3月18日、叔父の津山藩家老・関衆之の養子となる。元禄8年（1695年）10月4日、生類憐れみの令により建設される武蔵国多摩郡中野村（現在の東京都中野区）の犬小屋の普請総奉行に任命され、その建設に当たった。
元禄10年（1697年）4月、実子が無かった甥の4代藩主森長成の発病に伴い、関家の養子になっていた衆利が森姓に復し、末期養子に立てられた。6月20日、長成は27歳で死去した。将軍拝謁のための道中に同年7月11日、伊勢国桑名付近の縄生村に滞在中に発病した上、幕政を批判して発狂した。発狂の理由は、中野村の犬小屋で浪人たちがその収容した犬たちを沢山殺す事件を起こし、その管理を怠ったとして家臣の若林平内が切腹したことに対し、なぜこのような法令のために死なねばならぬのかという疑問があったからとされる。家臣は酒の席でのことと弁明をしたが、桑名藩より詳細な報告が幕府に入り、裁定により8月2日に改易となった。この時、隠居の長継がまだ存命だったので、聞こえおぼしき家柄であるため特別に再勤を命じられ、備中西江原藩2万石を与えられ、子孫は同藩主として存続した。
その後は兄の森長直の下に預けられ、宝永2年（1705年）に西江原において33歳で死去した。